# Санкт-Петербургский учительский институт имени Александра II
Санкт-Петербургский учительский институт имени Александра II — учебное заведение в Санкт-Петербурге.

## История
Петербургский учительский институт был основан 27 октября (8 ноября) 1872 года в соответствии с «Положением об учительских институтах» 1872 года. С 1892 по 1916 гг. располагался на 13-й линии Васильевского острова, 28; с 1917 (по 1924) находился в здании построенном для института в 1914—1915 гг. по проекту Василия Михайловича Андросова.арх. В. М. Андросова В. М.: Б. Сампсониевский проспект, 84б (совр. адрес: д. 86).
Его директорами первоначально были Дмитрий Сергеевич Михайлов (с 1873 по 1877) и Карл Карлович Сент-Илер (с 1877 по 1897); почётным попечителем с 1875 по 1897 годы состоял Алексей Леонтьевич Кекин. Затем должность директора учительского института занимал до своей смерти в 1910 году Александр Иванович Константиновский (он также преподавал историю и теорию педагогических учений), а после него — статский советник Дмитрий Григорьевич Стариков; почётным попечителем до 1917 года был Григорий Григорьевич Елисеев.
Обучение в институте было трёхгодичным. За первые 25 лет существования было подготовлено 400 учителей. Из выпускников института известность получили: М. М. Куклин (1875), П. Г. Попов (1878, золотая медаль), Ф. К. Сологуб (1882), К. Ю. Цируль (1883), Н. А. Блатов (1895), А. М. Ильин, М. Е. Хватцев (1908), А. Т. Петряева (1919).
Петербургский учительский институт стал первым, в котором были организованы курсы, готовившие учителей труда; с 1884 года Министерство народного просвещения доверило институту «подготовку учителей ручного труда». Преподавателем Петербургского учительского института К. Ю. Цирулем были подготовлены учебники по трудовому обучению.
В 1897 году в институте начали обучаться китайские студенты.
В 1911 году институту было присвоено имя императора Александра II.
Был передан в ведение Народного комиссариата просвещения на основании декрета СНК от 5 июля 1918 года. На базе Петербургского учительского института в 1919 году был открыт II Высший Петроградский Педагогический институт им. Н. А. Некрасова, который был ликвидирован 22 мая 1923 года и вместо него с августа 1923 года стал действовать Областной педагогический техникум им. Н. А. Некрасова.

## Комментарии
1. ↑  Ранее в Петербурге некоторое время (в 1819—1822 годах) уже существовал учительский институт, который был создан из Главного педагогического института и который ни одного выпуска не сделал, поскольку в 1823 году все учащиеся и преподаватели оказались сначала в «Пансионе казенных гимназистов», а затем — в Санкт-Петербургской губернской гимназии, в 1838 году получившей название Третья Санкт-Петербургская гимназия.